# Herveiras
Herveiras è un comune del Brasile nello Stato del Rio Grande do Sul, parte della mesoregione Centro Oriental Rio-Grandense e della microregione di Santa Cruz do Sul.